# Christian Thary
Christian Thary (Belfort, 21 gennaio 1962) è un ex ciclista su strada francese.
Professionista nel 1989, partecipò al Giro d'Italia di quell'anno.

## Carriera
Nella sua unica stagione da professionista, corsa con la maglia del team italiano Pepsi Cola-Alba Cucine, partecipò al Giro d'Italia come gregario di Stefano Tomasini con il dorsale numero 161 e si classificò 118º a 3h11'49" dal vincitore Laurent Fignon.
Da dilettante colse un terzo posto al Giro di Vallonia del 1986, vinto da Maurizio Fondriest.

## Palmarès
- 1986 (dilettanti)

7ª tappa Giro di Vallonia (Bailleul > Geel)
- 1988 (dilettanti)

4ª tappa Circuit des Mines (Annéville > Saint-Avold)

## Piazzamenti

### Grandi Giri
- Giro d'Italia

1989: 118º